# Zillur Rahman
Mohammad Zillur Rahman Bengaals: জিল্লুর রহমান (Kishoreganj district, 9 maart 1929 – Singapore, 20 maart 2013), was de president van de republiek Bangladesh van 2009 tot aan zijn dood in 2013, en in de voorafgaande jaren als secretaris-generaal van de Awami Liga de rechterhand van partijleider Sheikh Hasina.

## Biografie
Zillur Rahman studeerde rechten aan de Universiteit van Dhaka. in 1952 werd hij politiek actief naar aanleiding van de Bengaalse taalbeweging. 
In 1970 werd hij als kandidaat van de Awami Liga in het parlement van (gezamenlijk) Pakistan verkozen. Bij deze verkiezingen ontstond een meerderheid voor Awami en als gevolg hiervan zagen de West-Pakistaanse regeringsleiders zich genoodzaakt de verkiezingen te annuleren. Een Oost-Pakistaanse meerderheid zou hebben gestreefd naar onafhankelijkheid van West-Pakistan. Deze onderdrukking van de afscheidingsbeweging mondde uiteindelijk uit in Indo-Pakistaanse Oorlog van 1971 en later in de onafhankelijkheid van Bangladesh.
Rahman bleef actief in de politiek. Tijdens de oorlog had hij zitting in de regering in ballingschap. In de nieuwe staat Bangladesh werd hij in 1972 secretaris-generaal van de Awami Liga. Na de moord op Mujibur Rahman werd hij door de regerende junta vier jaar lang gevangengezet.
Toen Awami weer aan de macht kwam werd Rahman van 1996 tot 2001 minister. Van 2001 tot 2008 was hij parlementslid terwijl Awami in de oppositie was. Zijn vrouw, die secretaris vrouwenzaken van de Liga was, verloor in 2004 het leven bij een bomaanslag op Sheikh Hasina en haar gevolg door een moslim-extremist.
Van 11 februari 2009 tot 20 maart 2013 was Rahman president van Bangladesh. Dit ambt is vooral ceremonieel, maar van de bevoegdheid om gratie te verlenen aan gedetineerden maakte Zillur Rahman veelvuldig gebruik. Op 10 maart 2013 werd Zillur Rahman met ademhalingsproblemen en verschijnselen van nierfalen overgebracht naar een ziekenhuis in Singapore. Op 14 maart werd parlementsvoorzitter Abdul Hamid benoemd tot interim-president. Op 20 maart stierf de president op 84-jarige leeftijd.